# Siergiej Gołowkin
Siergiej Aleksandrowicz Gołowkin ros. Сергей Александрович Головкин (ur. 26 listopada 1959 w Moskwie, zm. 2 sierpnia 1996) – radziecki i rosyjski seryjny morderca zwany Fiszerem. W latach 1986–1992 zamordował w Odincowie 11 osób.
W 1982 ukończył studia z zakresu zootechniki w Wyższej Szkole Rolniczej im. Timiriazewa w Moskwie. Po studiach rozpoczął pracę w moskiewskiej stadninie koni. Był lubiany, choć uważany za dziwaka, który unika towarzystwa kobiet.
Latem 1984 po raz pierwszy próbował zgwałcić małego chłopca. Chłopcu jednak udało się uciec. W kwietniu 1986 w lesie koło stacji Katuar poznał 16-letniego Andrieja Pawłowa. Grożąc mu nożem, dokonał gwałtu, a następnie zadusił chłopca i poderżnął mu gardło.
Następnego zabójstwa dokonał trzy miesiące później. W okolicy wsi Ugriumowo, gdzie znajdował się obóz pionierów, spotkał 14-letniego chłopca. Grożąc mu nożem, związał, zaprowadził do lasu, gdzie chłopca zgwałcił i zamordował. Po dokonaniu zabójstwa pastwił się nad ciałem, dokonując jego rozczłonkowania.
W 1988 kupił samochód WAZ-2103, który wykorzystał do dokonania kolejnych morderstw. Swoje kolejne ofiary przywoził do garażu, gdzie gwałcił je i zabijał. W 1990 do garażu przywiózł 10-letniego chłopca, któremu zaproponował podwiezienie do domu. Chłopca powiesił w garażu, ciało rozczłonkował, a następnie zakopał je w pobliskim lesie. W podobny sposób postąpił we wrześniu 1992, kiedy zwabił do garażu trzech chłopców, których następnie zgwałcił i udusił.
19 października 1992 Gołowkin został aresztowany przez milicję. W czasie procesu Gołowkin przyznał się do zabicia 11 chłopców i dokładnie opisał swoje zbrodnie. Stwierdził, że sprawiały mu radość i umożliwiały osiągnięcie satysfakcji seksualnej. W sierpniu 1994 został skazany na śmierć przez rozstrzelanie. Karę śmierci wykonano w sierpniu 1996 – była to prawdopodobnie jedna z ostatnich egzekucji w dziejach rosyjskiego wymiaru sprawiedliwości.

## Ofiary
1. Andriej Pawłow (16 l.) - 19 kwietnia 1986
2. Andriej Gulajew (14 l.) - 10 lipca 1986
3. Siergiej Stroczkin (10 l.) - 23 września 1989
4. Siergiej Zacharenkow (15 l.) - 11 sierpnia 1990
5. Aleksiej Buriakow (11 l.) - 6 listopada 1990
6. Roman Dergaczow (14 l.) - 6 listopada 1990
7. Nikita Bogdanow (13 l.) - 22 sierpnia 1991
8. Siergiej Pluchin (14 l.) - 21 kwietnia 1992
9. Jurij Sidjakin (12 l.) - 15 września 1992
10. Władisław Szarikow (13 l.) - 15 września 1992
11. Denis Efremow (12 l.) - 15 września 1992